# Volleyball-Club Einsiedeln 2016-2017
Questa voce raccoglie le informazioni riguardanti il Volleyball-Club Einsiedeln nella stagione 2016-2017.

## Organigramma societario
Area direttiva
- Presidente: Gerhard Nauer

Area organizzativa
- Team manager: Gerhard Nauer

Area comunicazione
- Responsabile comunicazione: Patrizia Pfister

Area tecnica
- Allenatore: Denis Milanez
- Secondo allenatore: Philip Husi
- Scoutman: Kurt Steiner
- Preparatore atletico: Rouven Schönbächler

Area sanitaria
- Medico:
- Fisioterapista:

## Rosa
| N° | Nome                | Ruolo | Data di nascita | Nazionalità sportiva |
| -- | ------------------- | ----- | --------------- | -------------------- |
| 1  | Dominik Husi        | L     | 4 gennaio 1985  | Svizzera             |
| 2  | Stig Döös-Traagstad | S     | 16 gennaio 1996 | Svizzera             |
| 4  | Dominik Schnüriger  | S     | 15 giugno 1993  | Svizzera             |
| 5  | Oliver Ulrich       | P     | 9 luglio 1994   | Svizzera             |
| 6  | Denis Milanez       | P     | 15 maggio 1973  | Brasile              |
| 8  | Raphael Kälin       | S     | 6 maggio 1993   | Svizzera             |
| 9  | Martin Wyss         | S/O   | 1º agosto 1991  | Svizzera             |
| 10 | Vítězslav Bartůněk  | S     | 3 agosto 1988   | Rep. Ceca            |
| 11 | Matěj Prajzler      | C     | 22 agosto 1990  | Rep. Ceca            |
| 12 | Jan Lux             | C     | 21 giugno 1984  | Lussemburgo          |

## Mercato
| Acquisti | Acquisti            | Acquisti    | Acquisti   |
| R.       | Nome                | da          | Modalità   |
| -------- | ------------------- | ----------- | ---------- |
| S        | Stig Döös-Traagstad | Emmen-Nord  | definitivo |
| C        | Jan Lux             | PTSV Aachen | definitivo |
| P        | Denis Milanez       | Näfels      | definitivo |
| S        | Vítězslav Bartůněk  | Nymburk     | definitivo |

| Cessioni | Cessioni                | Cessioni      | Cessioni   |
| R.       | Nome                    | a             | Modalità   |
| -------- | ----------------------- | ------------- | ---------- |
| P        | Nicolas Borgeaud        | Canberra Heat | definitivo |
| C        | Philipp Büeler          | Wädenswil     | definitivo |
| C        | Ben Hensler             | Top Lucerna   | definitivo |
| S/O      | Aleksandar Milovančević | Herrsching    | definitivo |
| S        | Malte Stiel             | Amriswil      | definitivo |

## Statistiche

### Statistiche di squadra
| Competizione      | Punti | In casa | In casa | In casa | In trasferta | In trasferta | In trasferta | Totale | Totale | Totale |
| Competizione      | Punti | G       | V       | P       | G            | V            | P            | G      | V      | P      |
| ----------------- | ----- | ------- | ------- | ------- | ------------ | ------------ | ------------ | ------ | ------ | ------ |
| Lega Nazionale A  | 4     | 13      | 0       | 13      | 14           | 1            | 13           | 27     | 1      | 26     |
| Coppa di Svizzera | -     | 0       | 0       | 0       | 1            | 0            | 1            | 1      | 0      | 1      |
| Totale            | -     | 13      | 0       | 13      | 15           | 1            | 14           | 28     | 1      | 27     |

G = partite giocate; V = partite vinte; P = partite perse

### Statistiche dei giocatori
NB: Non sono disponibili i dati relativi alla Lega Nazionale A e alla Coppa di Svizzera